# 정세영
정세영(鄭世永, 1928년 8월 6일 ~ 2005년 5월 21일)은 대한민국의 기업인이다. 현대그룹 창업주 정주영, 한라그룹 창업주 정인영, 성우그룹 창업주 정순영의 동생이다.

## 생애
1928년 강원도 통천군에서 태어났다. 일제강점기 신문기자로 활동하였고, 미군정기에는 미군의 통역관으로 일하였다. 1957년 현대건설(주)에 입사한 뒤, 1965년 태국 파라티-나라티왓 고속도로 공사를 수주해 경부고속도로 건설과 중동 건설시장 진출의 발판을 마련했다.
1967년 현대자동차가 설립될 때 초대 사장으로 취임했다. 1974년 대한민국 최초의 고유모델 승용차인 현대 포니를 개발했으며, 1976년, 에콰도르를 시작으로 세계 시장에 포니를 수출하면서 포니정이라는 별칭을 얻었다. 1983년 2월 명예 CBE 훈장(honorary CBE)을 받았다. 1987년부터 1995년까지 현대그룹 회장 겸 현대자동차 회장을 지낸 뒤, 2년동안 현대자동차 명예회장을 지냈다. 1999년 자동차 업계를 떠나 종합건설회사인 현대산업개발의 명예회장으로 활동했다.
2005년 5월 폐렴으로 인해 76세를 일기로 사망했다. 그의 뜻을 기리기 위해 아들 정몽규가 같은 해 11월 ‘포니정재단’을 세웠다. 재단에서는 장학 사업 및 연구자 후원 등의 활동을 하고 있다.

## 학력
- 1953	고려대학교 정치학과 졸업
- 1954	콜럼비아 대학교 입학
- 1955	미국 오하이오주 마이애미대학교에 전액 장학생으로 이적
- 1957	미국 오하이오주 마이애미대학교 정치외교학 석사

## 경력
- 1965	현대건설 태국 초대 지점장 부임 및 파타니-나라티왓 공사 수주
- 1967	현대자동차 설립 및 초대 사장 취임
- 1974	한국 최초 고유 모델인 ‘포니’로 토리노 국제모터쇼 참가
- 1976	포니 본격 생산 및 에콰도르에 첫 해외 수출
- 1977	한·영 경제협력위원회 위원장(1977-1995)
- 1986	미국 오하이오주 마이애미대학교 명예 법학 박사
- 1986	미국에 포니 엑셀 첫 수출
- 1987	현대그룹 회장 및 현대자동차 회장 취임(1987-1995)
- 1987	전국경제인연합회 부회장(1987-1997)
- 1991	국내 최초의 독자 엔진인 알파 엔진 및 트랜스미션 개발
- 1993	고려대학교 교우회 회장(1993-1999)
- 1996	연세대학교 명예 경영학 박사
- 1997	고려대학교 명예 경영학 박사
- 1998	한미협회 회장(1998-2002)
- 1999	현대산업개발 명예회장 취임
- 2005	향년 76세로 영면

## 상훈
- 1983	영국 왕실로부터 명예 대영제국 훈장 ‘커맨더 장’ 수훈
- 1985	금탑 산업훈장 수훈
- 1986	<뉴욕타임즈>, ‘산업계의 숨은 영웅’ 선정
- 1995	미국 <오토모티브 뉴스> 선정 ‘아시아 최우수 경영자상’ 수상
- 1998	국민훈장 목련장 수훈

## 가족
- 아버지 : 정봉식(鄭捧植)
- 어머니 : 한성실(韓成實)
  - 형 정주영(1915년 - 2001년) : 현대그룹 창업주, 전 국회의원
  - 형수 변중석(1921년 - 2007년)
    - 조카 정몽필(1934년 - 1982년) : 전 인천제철 회장
    - 조카 정몽구(1938년 - ) : 현대자동차 회장, 현대모비스 회장
    - 조카 정몽근(1942년 - ) : 현대백화점그룹 명예회장
    - 조카 정경희(1944년 - )
    - 조카 정몽우(1945년 - 1990년) : 전 현대알루미늄 회장
    - 조카 정몽헌(1948년 - 2003년) : 전 현대그룹 회장
    - 조카 정몽준(1951년 - ) : 전 국회의원
    - 조카 정몽윤(1955년 - ) : 현대해상화재보험 회장
    - 조카 정몽일(1959년 - )  : 현대기업금융 회장
    - 조카 정정인(1979년 - ) : 정인희로 개명
    - 조카 정정임(1981년 - ) :

  - 형 정인영(1920년 - 2006년) : 한라그룹 명예회장
  - 형수 김월계(金月桂, (1923년 - 2003년)
    - 조카 정형숙(1951년 ~ 1974년)
    - 조카 정몽국(1953년 - ) : 엠티인더스트리
    - 조카 정몽원(1955년 - ) : 한라건설 회장, 만도 회장

  - 형 정순영(1922년 - 2005년) : 성우그룹 명예회장
  - 형수 박병임(1928년 ~ 2015년)
    - 조카 정문숙(1947년 - )
    - 조카 정몽선(1954년 - ) : 현대시멘트 회장, 성우그룹 회장
    - 조카 정몽석(1958년 - ) : 현대종합금속 회장
    - 조카 정몽훈(1959년 - ) : 성우전자 회장
    - 조카 정몽용(1961년 - ) : 성우오트모티브 회장
    - 조카 정정숙(1962년 - )

  - 누나 정희영(1925년 - 2015년)
  - 매형 김영주(1920년 - 2010년)  : 한국프랜지공업(주)명예회장
    - 조카 김윤수(1946년 - )
    - 조카 김근수(1948년 - )

  - 부인 박영자(朴永子, 1936년 - )
    - 장녀 정숙영(鄭淑英, 1959년 12월 21일 - )
    - 사위 노경수(盧慶秀, 1954년 - ) : 서울대 교수
    - 장남 정몽규(鄭夢圭, 1962년 - ) : HDC 회장
    - 자부 김나영 김성두 구 대한화재생명 현 롯데손해보험 전 회장 딸
    - 차녀 정유경(鄭有京, 1970년 - )

  - 동생 정신영(1931년 - 1962년)
  - 제수 장정자 : 현대학원 이사장
    - 조카 정일경(1960년 - )
    - 조카 정몽혁(1961년 - ) : 현대종합상사 회장

  - 동생 정상영(1936년 - 2021년) : KCC그룹 명예회장
  - 제수 조은주(1936년 - )
    - 조카 정몽진(1960년 - ) : KCC그룹 회장
    - 조카 정몽익(1962년 - ) : KCC그룹 사장
    - 조카 정몽열(1964년 - ) : KCC건설 사장